# Округ Хановер (Вирџинија)
Хановер (енгл. Hanover County) је округ у америчкој савезној држави Вирџинија.

## Демографија
По попису из 2010. године број становника је 99.863, што је 13.543 (15,7%) становника више него 2000. године.
| Група             | 2000.          | 2010.          |
| Белци             | 75.753 (87,8%) | 85.391 (85,5%) |
| Афроамериканци    | 8.065 (9,3%)   | 9.304 (9,3%)   |
| Азијати           | 686 (0,8%)     | 1.351 (1,4%)   |
| Хиспаноамериканци | 847 (1,0%)     | 2.116 (2,1%)   |
| Укупно            | 86.320         | 99.863         |